# کاروانسرای خشتی پل دلاک
کاروانسرای خشتی پل دلاک مربوط به دوره قاجار است و در شهرستان قم، بخش مرکزی، بیرون روستای ملک‌آباد، کنار پل دلاک واقع شده است. این اثر در تاریخ ۱۹ اسفند ۱۳۸۰ با شمارهٔ ثبت ۴۸۶۷ به عنوان یکی از آثار ملی ایران به ثبت رسیده است.